# Eleni Haupt
Eleni Haupt (* 1967) ist eine Schweizer Schauspielerin.

## Leben
Eleni Haupt ist die Tochter einer griechischen Gastarbeiterfamilie und wuchs in Zürich auf. Sie arbeitete zunächst im Hotel- und Gastgewerbe sowie an der Börse. Ein an der Universität Zürich begonnenes Studium der Germanistik und der Kunstgeschichte gab sie zugunsten einer Schauspielausbildung auf, die sie von 1991 bis 1994 an der Zürcher Hochschule der Künste absolvierte. Im Jahr ihres Abschlusses wurde sie mit dem Emil-Oprecht-Preis ausgezeichnet. Neben Engagements am Hamburger Thalia Theater, am Theater Freiburg und am Theater Basel ist Haupt überwiegend in der freien Theaterszene tätig, beispielsweise in Zürich am Theater Winkelwiese, am Theaterhaus Gessnerallee, in der Roten Fabrik, dem VOR ORT Theater in Bern oder dem Theater am Kirchplatz TaK in Schaan, mit Regisseuren wie Volker Lösch, Meret Matter oder Erich Sidler. Gelegentlich steht Haupt auch vor der Kamera. 2016 spielte sie die Hauptrolle in dem Film Finsteres Glück in der Regie ihres Mannes Stefan Haupt, mit dem sie und den gemeinsamen Kindern in Zürich lebt.

## Filmografie
- 1998: Vollmond
- 2001: Utopia Blues
- 2003: Moritz
- 2006: Vitus
- 2008: Eine Geschichte mit Hummer (Kurzfilm)
- 2010: How About Love
- 2014: Hundekopftee (Kurzfilm)
- 2016: Finsteres Glück

## Hörspiele
- 2012: Jack Thorne: En Samschtig zum Knuutsche. Regie: Reto Ott. SRF.